# Takahito

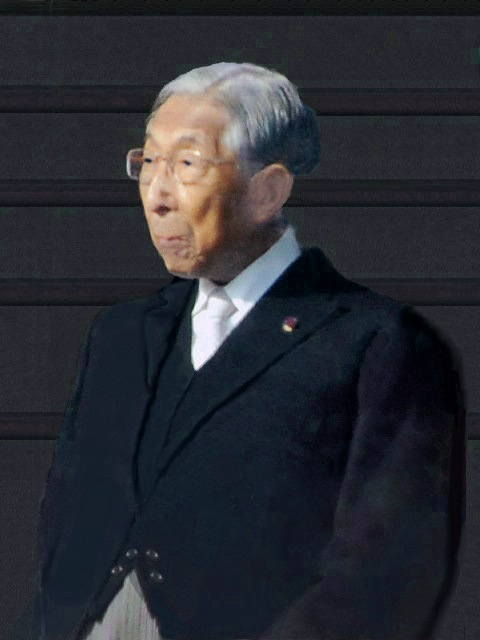
Prins Takahito in 2012

Takahito, prins Mikasa (Japans: 三笠宮崇仁親王, Mikasa-no-miya Takahito Shinnō) (Tokio, 2 december 1915 – aldaar, 27 oktober 2016) was een lid van de Japanse keizerlijke familie. Hij is de jongste zoon van oud-keizer Yoshihito, de jongste broer van voormalig keizer Hirohito en de oom van de voormalige keizer Akihito. Met 100 jaar was hij het oudste lid van de Japanse keizerlijke familie.
Takahito was wetenschapper en bezat (ere)doctoraten aan verscheidene universiteiten over de hele wereld. Hij hield zich onder andere bezig met Semitische talen en Midden-Oostenwetenschappen.

## Familie
Prins Takahito van Mikasa trouwde op 21 oktober 1941 met Yuriko Takagi, prinses Mikasa. Het echtpaar kreeg vijf kinderen (drie zonen en twee dochters), negen kleinkinderen en vier achterkleinkinderen.
Takahito's zonen overleden vóór hun vader; prins Norihito stierf in 2002, prins Tomohito in 2012 en prins Yoshihito in 2014. Zij lieten geen mannelijk nageslacht na, waardoor de mannelijke lijn van de Mikasa-tak van de keizerlijke familie met Takahito uitstierf.